# Уч-Кош
Уч-Кош (крим. Üç Qoş) — ущелина в Ялтинському регіоні Криму. Розташована на північ від міста Ялта.

## Загальний опис
Ущелина Уч-Кош являє собою глибоку тріщину в горах тектонічного походження. Згодом її поглибили води річки Бала. Стрімкі стіни ущелини в деяких місцях сягають висоти 100 метрів. Довжина її складає понад 5 км. Деінде відстань між схилами тіснини зменшується до 10 м. Гирло ущелини розташоване на висоті 200 метрів над рівнем моря під крутою скелею Балан-Кая й виходить на північно-східний край Ялти. Верховина тіснини припирає до гори Демір-Капу, другої за висотою в Криму.
Серед рослинності переважає сосна кримська (підвид сосни чорної). У 2018 р. вигоріло внаслідок пожежі близько 29 га лісу

## Назва
Назва Уч-Кош (крим. Üç Qoş) походить з кримськотатарської мови й означає «три кошари».